# موبوجين
موبوجين (بالإنجليزية: Mobogenie)‏ العلامة التجارية المحلية العالمية التي تقدم تطبيقات لمنصة أندرويد وإدارة الأجهزة المتحركة على الكمبيوتر. ولها مكاتب في وادي السليكون، وأمريكا اللاتينية وآسيا والشرق الأوسط. البرنامج يعمل بنسختين متوافقتين احدها على الحاسوب الشخصي والأخرى على الهاتف المحمول بنظام أندرويد ويمكن لكلا النسختين العمل منفصلة عن الأخرى.
وبحسب احصاءآت الموقع الرسمي البرنامج منتشر في 252 دولة ومنطقة مع أكثر من 500 مليون مستخدم عالميا.

## الميزات

### تطبيقات موبوجين على منصة أندرويد
• تحميل التطبيقات بنقرة واحدة فقط دون تسجيل.
• المساعدة على ترتيب الملف في هاتفك.

### تطبيق موبوجين على الحاسوب الشخصي
• نقل الملف بين الهاتف وجهاز الكمبيوتر.
• نسخ جهات الاتصال الخاصة بك والرسائل والتطبيقات والموسيقى والصور والفيديو.
• استعادة المعطيات.
• إرسال SMS والرد عليها من داخل موبوجين على جهاز الكمبيوتر.
• إدارة كل التطبيقات: الانتقال من ذاكرة الهاتف إلى بطاقة SD، وتحديثها، وإلغاؤها، وإدارة الملفات الموسيقية والصور والفيديو.